# Beastmaster II – Der Zeitspringer
Beastmaster II – Der Zeitspringer ist ein US-amerikanischer Barbarenfilm des Jahres 1991 aus dem Genre der Fantasyfilme. Es ist der zweite Teil einer Trilogie, bestehend aus dem Vorgänger Beastmaster – Der Befreier (1982) und dem Nachfolger Beastmaster – Das Auge des Braxus (1996).

## Handlung
Dar, der Beastmaster, stellt sich dem herrschsüchtigen Arklon, der als Tyrann nach dem Tode König Zeds die Macht an sich gerissen hat, entgegen. Nachdem er einer ihm gestellten Falle Arklons entkommen ist, muss er durch das Zeittor in das Amerika der 1990er Jahre nach Los Angeles, um Arklon aufzuhalten, der zusammen mit der Magierin Lyranna eine neuentwickelte Nuklearwaffe aus einem Forschungszentrum stehlen will. Mit Hilfe dieser möchte er sich in der mystischen Welt Dars die unangefochtene Herrschaft sichern.

## Kritiken
- „Naives Fantasy-Spektakel, das sich mit vielen – nur teilweise gelungenen – Gags über die Runden rettet.“ – Lexikon des internationalen Films[1]

## Hintergründe
Der Film wurde in Los Angeles sowie im Glen Canyon in Utah in den USA gedreht. Sylvio Tabet gab mit diesem Film sein Regiedebüt.
In Deutschland erschien der Film gar nicht erst im Kino, sondern wurde am 25. September 1991 direkt auf Video veröffentlicht.